# Ledvice (hrad)
Ledvice je zřícenina hradu nacházející se jeden a půl kilometru jihovýchodně od obce Vémyslice v okrese Znojmo na jižní Moravě.

## Historie
Zřícenina hradu se nachází na skalním výběžku Na skalce vpravo nad ohybem Ledvického potoka v Jevišovické pahorkatině v okolí obcí Rybníky a Dobelice na severovýchodě, Petrovice na jihovýchodě a Vémyslice na severozápadě.
O hradě, jeho skutečném názvu ani jeho majitelích není nic známo. Možná se jednalo o sídlo vladiků z Vémyslic, kteří vlastnili část pozdější obce mezi lety 1298 až 1359. Je také možné, že jeho staviteli byli nižší šlechtici, kteří vlastnili ves Ledvice, jejíž historie je rovněž nejasná. Hrad i vesnice pravděpodobně zanikly v 15. století. Ledvice jsou poprvé zmíněny v roce 1529 jako již opuštěná ves.

## Architektura stavby
Dvoudílný hradní komplex sestával z hradního jádra o rozměrech 28 × 18 m, které bylo částečně založeno na skále a obklopeno 12 m širokým a 3 m hlubokým příkopem. Skalnatý horní konec hradního jádra byl pravděpodobně lemován dřevěným ochozem. Přibližně 50 m dlouhé předhradí se nacházelo na metr vysokém soklu a nebylo od okolního prostoru odděleno příkopem.
Dnes jsou zříceniny hradu pokryty vysokou trávou a náletovými dřevinami a jasně viditelné jsou pouze během podzimního a zimního vegetačního klidu.